# Tychy
Tychy (en alemany Tichau) és la ciutat al sud de Polònia, a la regió de Silèsia.

## Districtes
- Wilkowyje
- Mąkołowiec
- Czułów
- Śródmieście
- Wartogłowiec
- Zawiść
- Jaroszowice
- Urbanowice
- Wygorzele
- Cielmice
- Paprocany
- Żwaków
- Glinka
- Suble
- Stare Tychy
- Zwierzyniec

### District Śródmieście
- A osiedle ANNA
- B osiedle BARBARA
- C osiedle CELINA
- D osiedle DOROTA
- E osiedle EWA
- F osiedle FELICJA
- G osiedle GENOWEFA
- H osiedle HONORATA
- K osiedle KAROLINA
- L osiedle LUCYNA
- Ł osiedle ŁUCJA
- M osiedle MAGDALENA
- N osiedle NATALIA
- O osiedle OLGA
- P osiedle PAULINA
- R osiedle REGINA
- S osiedle STELLA
- T osiedle TERESA
- U osiedle URSZULA
- W osiedle WERONIKA
- X osiedle XYMENA
- Z osiedle ZUZANNA

## Personatges famosos de Tychy
- Ryszard Riedel
- Mariusz Czerkawski
- Krzysztof Oliwa
- Henryk Gruth
- Krzysztof Wielicki
- Lucyna Langer-Kałek
- Bartosz Karwan
- Roman Polko
- Krystyna Loska
- Grażyna Torbicka
- Piotr Kupicha
- Ireneusz Krosny
- prof. Marek Szczepański